# Lipie (powiat lubaczowski)
Lipie – wieś w Polsce położona w województwie podkarpackim, w powiecie lubaczowskim, w gminie Narol.
W latach 1975–1998 miejscowość należała administracyjnie do województwa przemyskiego.
Wierni Kościoła rzymskokatolickiego należą do parafii św. Andrzeja Apostoła w Lipsku.